# Dimmerpack
Een dimmerpack is een kast waarin een aantal dimmers zitten, deze dimmers zijn aan te sturen via een DMX (Digital MultipleX) dan wel analoog (0-10 volt) signaal afkomstig uit lichttafels of een PC-lichtsturing. In een dimmerpack zitten meestal 4, 6, of 12 losse dimmers.
Bij kleine dimmers (tot 4 kanalen) worden de lampen rechtstreeks op de dimmer aangesloten. Veelal zijn deze dimmers dan ook zo uitgevoerd dat deze eenvoudig kunnen worden opgehangen of op een statief worden geplaatst. Er zijn ook dimmers in de vorm van een balk waar direct 4 spots aan kunnen worden gemonteerd (T4-Bar genoemd), deze worden aangesloten op het stroomnet en op een DMX-signaal. 
Grotere dimmers (6 tot 12 kanalen) zijn meestal uitgevoerd in 19-inch zodat deze eenvoudig in een standaard flightcase past. Omdat er vaak gewerkt wordt met spots van 500 tot 1000 watt zijn deze dimmers uitgevoerd met een krachtstroom aansluiting. Vanuit de dimmers gaat er een multikabel naar de plek waar de spots hangen en wordt deze middels een break-out box of bar verdeeld.

## Toepassingen
Een dimmerpack wordt gebruikt in theaters, discotheken en podia om de conventionele verlichting (de "gewone" spots, zoals parren, blinders en theaterspots) van stroom te voorzien.